# Institute for Anarchist Studies
El Institute for Anarchist Studies (IAS) es una organización sin fines de lucro, fundación exenta de impuestos, incorporada en el Estado de Nueva York, Estados Unidos. Fundada por Chuck W. Morse en 1996 como un fondo para patrocinar a los escritores anarquistas y desarrollar aspectos teóricos del anarquismo socialista.
Ha patrocinado a más de sesenta escritores, incluidos Lorenzo Komboa Ervin, Peter Lamborn Wilson, Murray Bookchin y Saul Newman, además de muchos autores menos conocidos. Los proyectos que el instituto ha ayudado son, entre otros, una base de datos en línea multilingüe de obras de los anarquistas de América Latina, y las conferencias anuales «Renovación de la tradición anarquista», que están abiertas a las conversaciones y los debates sobre los aspectos del movimiento anarquista.
El instituto también publica una revista semestral, Perspectives on Anarchist Theory, que ofrece análisis sobre diversos aspectos de la teoría anarquista, además de una perspectiva anarquista sobre los acontecimientos mundiales, entrevistas y reseñas de libros. Todos los números están disponibles en línea de forma gratuita. Surgió cerca de 2003 y en el verano de 2004 The New Formulation: An Anti-Authoritarian Review of Books se fusionó con Perspectives on Anarchist Theory.